# Conseil régional de Picardie
Conseil régional des Hauts-de-France
Hôtel de région
Le conseil régional de Picardie est l'assemblée délibérante de la région française de Picardie jusqu'au 31 décembre 2015, à la suite de l'incorporation de la région avec la Nord-Pas-de-Calais afin de former la nouvelle région des Hauts-de-France.
Il comprend 57 membres et siège jusqu'à disparition à l'hôtel de région, situé 15 mail Albert Ier, à Amiens.
Son dernier président est Claude Gewerc (PS), élu le 2 avril 2004.

## Évolution de l'assemblée régionale en 1986 et 2015

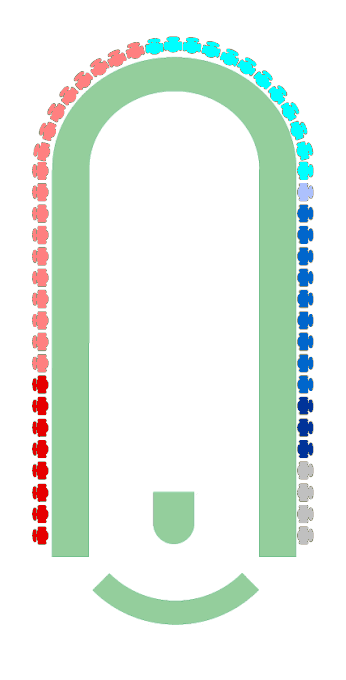
1986
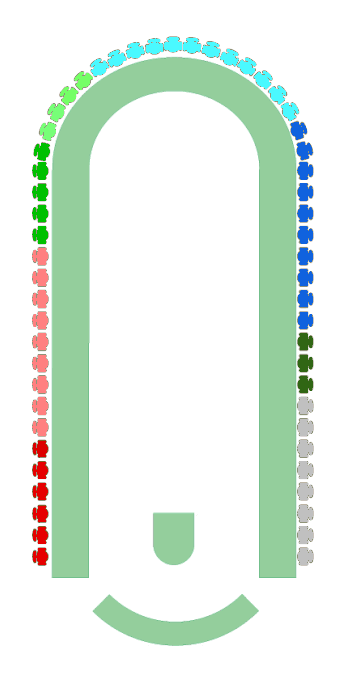
1992
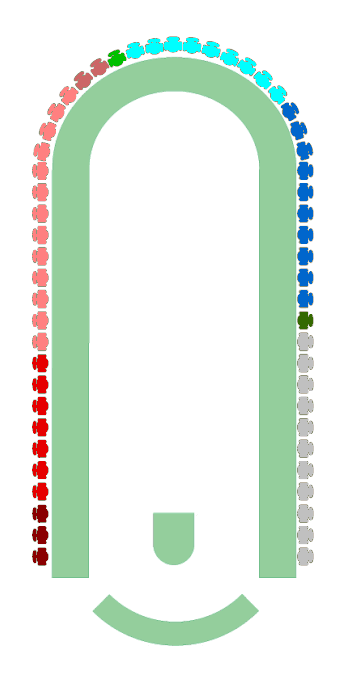
1998
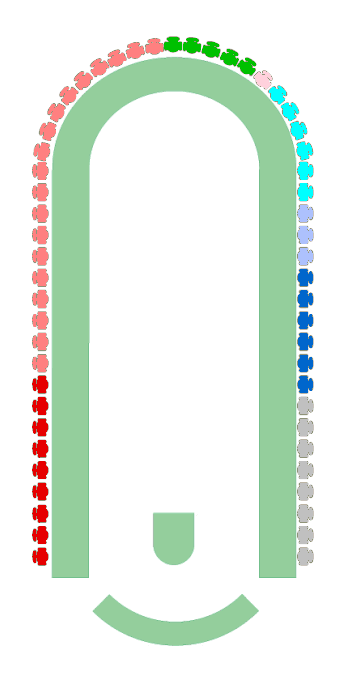
2004
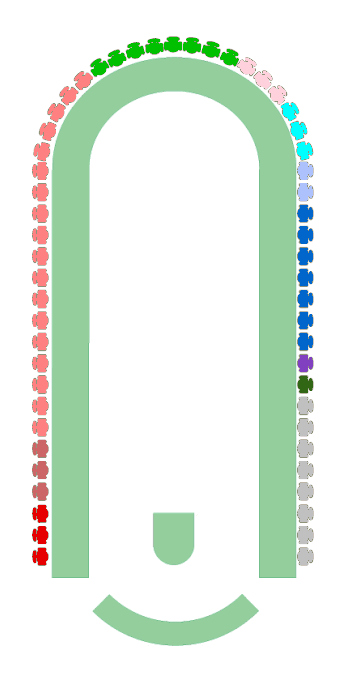
2010

### Assemblée régionale
| Parti | Parti                                   | Nombre de sièges | Groupe                                 |
| ----- | --------------------------------------- | ---------------- | -------------------------------------- |
|       | Parti socialiste                        | 15               | Socialiste, Républicain et Citoyen     |
|       | Mouvement républicain et citoyen        | 2                | Socialiste, Républicain et Citoyen     |
|       | Initiative démocratique de gauche       | 1                | Socialiste, Républicain et Citoyen     |
|       | Union des démocrates et des écologistes | 5                | Écologiste                             |
|       | Mouvement des Progressistes             | 3                | Communistes et Progressistes Unitaires |
|       | Europe Écologie - Les Verts             | 3                | Europe Écologie - Les Verts            |
|       | Parti radical de gauche                 | 3                | Parti radical de gauche                |
|       | Divers gauche                           | 2                | Renouveau et Démocratie                |
|       | La Gauche moderne                       | 1                | Renouveau et Démocratie                |
|       | Total Gauche                            | 35               | 61,40 %                                |
|       | Union pour un mouvement populaire       | 6                | Envie de Picardie                      |
|       | Union des démocrates et indépendants    | 4                | Envie de Picardie                      |
|       | Divers droite                           | 2                | Envie de Picardie                      |
|       | Chasse, pêche, nature et traditions     | 1                | Envie de Picardie                      |
|       | Mouvement pour la France                | 1                | Envie de Picardie                      |
|       | Total Droite                            | 14               | 24,56 %                                |
|       | Front national                          | 8                | Front national                         |
|       | Total Extrême-droite                    | 8                | 13,79 %                                |

### Commissions

#### Commission permanente
La Commission permanente était élue par l'Assemblée régionale. Elle était présidée par le président du conseil régional et comprenait 15 vice-présidents. Elle avait compétence pour se réunir les prendre des décisions rapides sur des questions urgentes, sur délégation de l'Assemblée régionale.
Les vice-présidents en 2015 étaient :
- 1er VP : Nicolas Dumont (PS)
- 2e VP : Christophe Porquier (EELV)
- 3e VP : Béatrice Lejeune (PS)
- 4e VP : Anne Ferreira (PS)
- 5e VP : Daniel Beurdeley (PCF)
- 6e VP : Philippe Massein (PS)
- 7e VP : Laurence Rossignol (PS) (jusque 2014)
- 8e VP : François Veillerette (EELV)
- 9e VP : Didier Cardon (PS)
- 10e VP : Sylvie Hubert (PRG)
- 11e VP : Valérie Kumm (PS)
- 12e VP : Alain Reuter (PS)
- 13e VP : Marie-Christine Guillemin (EELV)
- 14e VP : Olivier Chapuis-Roux (MUP)
- 15e VP : Mireille Tiquet (PS)

## Liste des présidents du conseil régional
| Période | Période | Identité        | Étiquette | Qualité |
| ------- | ------- | --------------- | --------- | ------- |
| 1974    | 1976    | Jean Legendre   | CNIP      |         |
| 1976    | 1978    | Charles Baur    | PSD       |         |
| 1978    | 1979    | Max Lejeune     | PSD-UDF   |         |
| 1979    | 1980    | Jacques Mossion | DVD       |         |
| 1980    | 1981    | Raymond Maillet | PCF       |         |
| 1981    | 1983    | René Dosière    | PS        |         |
| 1983    | 1985    | Walter Amsallem | PS        |         |
| 1985    | 2004    | Charles Baur    | PSD-UDF   |         |
| 2004    | 2015    | Claude Gewerc   | PS        |         |

## Identité visuelle

Logotype
De 1976 à 1986.
De 1986 à 1996.
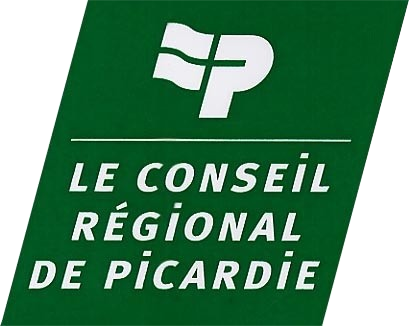
De 1996 à 2006.
De 2006 à 2016.

### Écharpe des conseillers régionaux
L’écharpe portée par les conseillers régionaux, membres du conseil régional de Picardie était verte. 

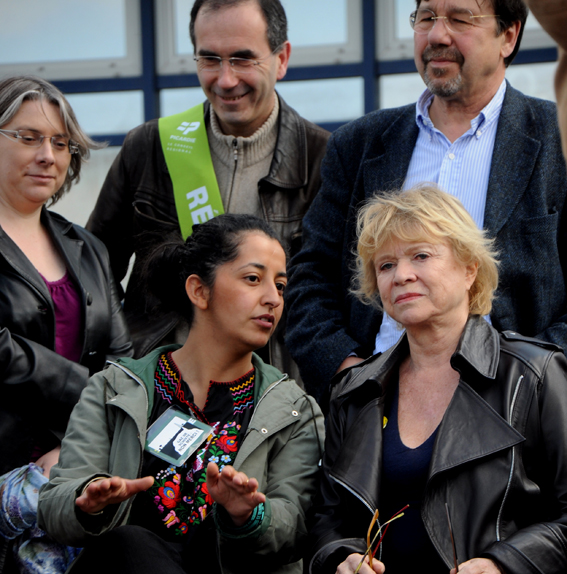
Un conseiller régional (François Veillerette) ceint de son écharpe (2011).